# 5616 Vogtland
5616 Vogtland è un asteroide della fascia principale del diametro medio di circa 16,43 km. Scoperto nel 1987, presenta un'orbita caratterizzata da un semiasse maggiore pari a 2,6357966 UA e da un'eccentricità di 0,1936342, inclinata di 3,21459° rispetto all'eclittica.